# Eupteryx ahmedi
Eupteryx ahmedi är en insektsart som beskrevs av Irena Dworakowska 1982. Eupteryx ahmedi ingår i släktet Eupteryx och familjen dvärgstritar.
Artens utbredningsområde är Pakistan. Inga underarter finns listade i Catalogue of Life.